# Jasur Hasanov
Pour les articles homonymes, voir Hasanov.
Jasur Orziqulovich Hasanov (ouzbek : Жасур Орзикулович Хасанов) (né le 2 août 1983 à Djizak en RSS d'Ouzbékistan) est un footballeur international ouzbek, qui évolue au poste de milieu offensif au Sogdiana Jizzakh.

## Biographie

### Carrière en sélection
Avec l'équipe d'Ouzbékistan, il possède 53 sélections, pour deux buts inscrits, entre 2007 et 2016. 
Il figure dans le groupe des sélectionnés lors des Coupes d'Asie des nations de 2011 et de 2015. La sélection ouzbèke se classe quatrième de la compétition en 2011.

#### But international
| But international de Jasur Hasanov | But international de Jasur Hasanov                              | But international de Jasur Hasanov                              | But international de Jasur Hasanov                              | But international de Jasur Hasanov                              | But international de Jasur Hasanov                              | But international de Jasur Hasanov                              | But international de Jasur Hasanov                              | But international de Jasur Hasanov                              |
| 00                                 | Date                                                            | Lieu                                                            | Compétition                                                     | Résultat                                                        | Adversaire                                                      | Détail                                                          | Détail                                                          | Sél.                                                            |
| ---------------------------------- | --------------------------------------------------------------- | --------------------------------------------------------------- | --------------------------------------------------------------- | --------------------------------------------------------------- | --------------------------------------------------------------- | --------------------------------------------------------------- | --------------------------------------------------------------- | --------------------------------------------------------------- |
| 1er                                | 2 janvier 2011                                                  | Stade de Sharjah, Charjah, Émirats arabes unis                  | Match amical                                                    | 2-2                                                             | Jordanie                                                        | 70e                                                             | 1-1                                                             | 18e                                                             |
| Total                              | 1 but en 46 sélections entre le 22 août 2007 et le 24 août 2016 | 1 but en 46 sélections entre le 22 août 2007 et le 24 août 2016 | 1 but en 46 sélections entre le 22 août 2007 et le 24 août 2016 | 1 but en 46 sélections entre le 22 août 2007 et le 24 août 2016 | 1 but en 46 sélections entre le 22 août 2007 et le 24 août 2016 | 1 but en 46 sélections entre le 22 août 2007 et le 24 août 2016 | 1 but en 46 sélections entre le 22 août 2007 et le 24 août 2016 | 1 but en 46 sélections entre le 22 août 2007 et le 24 août 2016 |

## Palmarès
- FK Bunyodkor
  - Champion d'Ouzbékistan en 2008, 2009 et 2010
  - Vainqueur de la Coupe d'Ouzbékistan en 2008

- Lekhwiya SC
  - Champion du Qatar en 2011

- Lokomotiv Tachkent
  - Champion d'Ouzbékistan en 2016
  - Vice-champion d'Ouzbékistan en 2014
  - Vainqueur de la Coupe d'Ouzbékistan en 2014
  - Vainqueur de la Supercoupe d'Ouzbékistan en 2014